# Klaus Brunnstein
Klaus Brunnstein (25 de maio de 1937 – 19 de maio de 2015) foi um político alemão do Partido Democrático Liberal (FDP) e ex-membro do Bundestag alemão.

## Vida
Brunnstein foi membro do FDP até 1987. De 1980 a 1983 foi presidente estadual do FDP em Hamburgo, e de 1981 a 1983 também foi membro do comité executivo federal do FDP. Brunnstein foi membro do Bundestag alemão desde fevereiro de 1983, quando sucedeu a Helga Schuchardt, até ao final da legislatura em março do mesmo ano.

## Literatura
Herbst, Ludolf; Jahn, Bruno (2002).  Vierhaus, ed. Biographisches Handbuch der Mitglieder des Deutschen Bundestages. 1949–2002 (em alemão). München: De Gruyter - De Gruyter Saur. 1715 páginas. ISBN 978-3-11-184511-1